# Herbert Henry Asquith
Herbert Henry Asquith, I Conte di Oxford e Asquith, KG KC PC (Morley, 12 settembre 1852 – Sutton Courtenay, 15 febbraio 1928), è stato un politico britannico.
Fu Primo ministro del Regno Unito per il Partito Liberale dal 1908 al 1916. La durata della sua permanenza ininterrotta come Primo ministro fu la più lunga del Regno Unito nel XX secolo fino al 5 gennaio 1988, quando lo superò Margaret Thatcher. Winston Churchill rimase in carica più a lungo cumulando due mandati non consecutivi.
Come Primo ministro, Asquith guidò il suo partito liberale a una serie di riforme, tra cui la previdenza sociale e la riduzione del potere della camera dei Lord. Guidò la nazione nella prima guerra mondiale, ma una serie di crisi militari e politiche portarono al suo rimpiazzo verso la fine del 1916 con David Lloyd George. Il suo dissidio con Lloyd George giocò un ruolo importante nella caduta del Partito Liberale.
Prima del suo mandato da Primo ministro ricoprì la carica di ministro dell'Interno (1892–95) e di cancelliere dello Scacchiere (1905–08). Era noto come H. H. Asquith fino alla sua elevazione alla dignità di pari (1925), quando diventò conte di Oxford e Asquith.
I successi di Asquith in tempo di pace sono stati offuscati dalle sue debolezze in tempo di guerra. Molti storici ritraggono un Primo ministro vacillante, incapace di incarnare la necessaria immagine di azione e dinamicità di fronte alla nazione. Altri sottolineano la sua costantemente notevole abilità amministrativa, e sostengono che molte delle principali riforme popolarmente associate a Lloyd George come "l'uomo che ha vinto la guerra" fossero effettivamente introdotte da Asquith. Il verdetto storico dominante è che ci sono stati due Asquith: l'Asquith raffinato e conciliante, uomo di governo di successo in tempo di pace, e l'Asquith esitante e sempre più esausto, dalla politica confusa e indecisa durante la Grande Guerra.

## Infanzia, educazione e carriera legale
Asquith nacque a Morley nel West Riding of Yorkshire, da Joseph Dixon Asquith (10 febbraio 1825 – 16 giugno 1860) e da sua moglie Emily Willans (4 maggio 1828 – 12 dicembre 1888). Gli Asquith erano una famiglia borghese e membri della chiesa congregazionale. Joseph era un mercante di lana e giunse a possedere il suo proprio lanificio.
Herbert aveva sette anni quando suo padre morì. Emily ed i suoi figli si trasferirono nella casa di suo padre William Willans, un commerciante di lana di Huddersfield. Herbert fu dapprima inviato in un collegio moraviano a Fulneck, vicino a Leeds e poi mandato a vivere con uno zio a Londra, dove entrò nella City of London School. Studiò lì fino al 1870, avendo come mentore il preside Edwin Abbott Abbott.
Nel 1870 Asquith vinse una borsa di studio in materie classiche al Balliol College di Oxford. Nel 1874 ottenne la borsa di studio Craven. Nonostante l'impopolarità dei liberali durante gli ultimi giorni del primo governo di Gladstone, Asquith diventò presidente della Oxford Union nel Trinity term (estate) del suo quarto anno. I suoi biografi, J. A. Spender e Cyril Asquith, a proposito dei suoi primi anni a Oxford scrivono che "espresse il punto di vista liberale, in favore -tra l'altro- della separazione della Chiesa dallo Stato e del non intervento nella guerra franco-prussiana". Si laureò quell'anno e subito fu eletto fellow a Balliol. Nel frattempo entrò al Lincoln's Inn come allievo barrister e per un anno servì come pupillage sotto il giudice Charles Bowen (1835–1894).

## Matrimoni e relazioni
Sposò Helen Kelsall Melland, figlia di un dottore di Manchester, nel 1877. Ebbero quattro figli maschi ed una femmina prima che ella morisse di febbre tifoide nel 1891. Questi figli furono Raymond (1878–1916), Herbert (1881–1947), Arthur (1883–1939), Violet (1887–1969), e Cyril (1890–1954). Di questi figli, Violet e Cyril diventarono pari a vita per proprio diritto, Cyril diventando un law lord. Raymond morì durante la prima guerra mondiale.
Nel 1894 sposò Margot Tennant, una figlia di Sir Charles Tennant, 1st Bt. Ebbero due figli, Elizabeth Charlotte Lucy, poi principessa Antoine Bibesco, (1897–1945) ed il regista Anthony (1902–1968).
Nel 1912 Asquith si innamorò di Venetia Stanley, e la sua ossessione romantica verso di lei continuò fino al 1915, quando questa sposò Edwin Montagu, un ministro liberale. Un volume di lettere di Asquith a Venetia, spesso scritto durante le riunioni del Gabinetto descrive l'attività politica in dettaglio, è stato pubblicato; ma non è noto se il loro rapporto fu consumato sessualmente.
Egli inviò oltre 560 lettere e alcuni colleghi di governo erano preoccupati di ciò che loro vedevano come un'ossessione. Winston Churchill, allora Primo lord dell'ammiragliato, la considerò come "il più grande rischio per la sicurezza d'Inghilterra". Pochi giorni dopo essere stato rifiutato da Venetia, Asquith iniziò un intenso rapporto con la sorella maggiore Sylvia, che durò per diversi anni.
Nel 2012 lo scrittore Bobbie Neate sostenne che il suo patrigno Louis Stanley (capo della British Racing Motors) era il figlio illegittimo di Asquith e Venetia.

## Inizi della carriera politica (1886–1908)
Nel 1886 venne eletto deputato per il Partito Liberale nel collegio di East Fife, in Scozia, diventando nel 1892 segretario di Stato per gli affari interni (Home Secretary) nel quarto governo presieduto da William Ewart Gladstone. Dopo la caduta dei Liberali alle elezioni del 1895, dedicò minor tempo all'attività politica, schierandosi con i gruppi favorevoli alla guerra contro i Boeri, salvo condurre in seguito una efficace campagna contro l'imperialismo di Joseph Chamberlain; nel 1905 venne scelto come cancelliere dello Scacchiere nel nuovo governo Liberale di Henry Campbell-Bannerman, che ottenne una netta vittoria alle elezioni del 1906, in seguito alla quale Asquith condusse la tradizionale politica di liberismo commerciale del suo partito.

## Primo ministro (1908–1916)
Divenuto primo ministro il 5 aprile 1908, Asquith cercò di promuovere una politica fiscale progressista, con aumento della spesa sociale e delle tasse per i più ricchi, ma la legge di bilancio, già approvata dalla camera dei Comuni, fu ostacolata dai Lord che opposero il veto, per tradizione non applicato a leggi in materia fiscale. Ne scaturì un conflitto istituzionale che vedeva contrapposte le due camere, quella dei Comuni a maggioranza liberale che sosteneva la legge e quella dei Lord che vi si contrapponeva duramente.
Dopo le elezioni del gennaio 1910, in seguito alle quali Asquith aveva mantenuto la maggioranza grazie al sostegno dei parlamentari irlandesi, il bilancio fu approvato, e nel 1911, con l'appoggio del nuovo re Giorgio V, una nuova legge ridusse il potere di veto dei Lord (Parliament Act). In cambio dell'appoggio dei parlamentari irlandesi, nel 1912 concesse l'autonomia all'Irlanda, la cui entrata in vigore fu però posticipata a causa dello scoppio della prima guerra mondiale. L'inizio del conflitto prese piuttosto di sorpresa i liberali, generalmente orientati al mantenimento della pace in Europa, ma la violazione della neutralità del Belgio da parte della Germania impose l'intervento a fianco della Francia. Nel 1915, in seguito alle prime sconfitte nella disastrosa campagna di Gallipoli, Asquith formò un nuovo governo, con la partecipazione dei Conservatori, ma le continue critiche alla sua gestione della guerra lo spinsero alle dimissioni, il 5 dicembre 1916.
Fu coinvolto nel cosiddetto scandalo Marconi.

## Ultimi anni di carriera politica
Asquith rimase fuori dal governo del nuovo primo ministro, David Lloyd George, e anche terminata la guerra il Partito Liberale rimase diviso in due fazioni, una guidata da Asquith e l'altra da Lloyd George, alleato dei Conservatori. Quando finalmente i due gruppi si riunirono sotto la leadership di Asquith, questi accettò di appoggiare il primo governo laburista di Ramsay MacDonald, che non raggiungeva la maggioranza alla camera dei Comuni (1924). Perso il suo seggio nelle elezioni seguite alla caduta dei laburisti, venne nominato Pari d'Inghilterra con il titolo di Conte di Oxford e Asquith, e chiamato alla camera dei Lord.

## Discendenti di Asquith
Asquith ebbe cinque figli dalla sua prima moglie, Helen, e cinque dalla sua seconda moglie, Margot; ma solo i suoi cinque figli maggiori e due dei suoi cinque figli più giovani sopravvissero alla nascita e all'infanzia.
Suo figlio maggiore Raymond Asquith fu ucciso nella battaglia della Somme nel 1916; quindi il titolo di pari passò a Julian, unico figlio maschio di Raymond, nato nel 1916, solo pochi mesi prima delle dimissioni di suo nonno da primo ministro.
La sua unica figlia femmina dalla sua prima moglie, Violet (poi Violet Bonham Carter), divenne una scrittrice abbastanza nota e pari a vita (come baronessa Asquith di Yarnbury per proprio diritto). Il suo quarto figlio maschio Cyril (1890–1954) divenne un Law Lord. Sia il secondo figlio sia il terzo sposarono donne nobili: Herbert, poeta (1881–1947), sposò Cynthia Charteris, la figlia del conte di Wemyss, e il generale di brigata Arthur (1883–1939) sposò la figlia di un barone.
I suoi due figli avuti da Margot furono Elizabeth (poi Principessa Antoine Bibesco), una scrittrice, e Anthony Asquith, un regista autore tra l'altro di Addio Mr. Harris, Tutto mi accusa, La miliardaria e Una Rolls-Royce gialla.
Tra i suoi discendenti vi è la sua bisnipote, l'attrice Helena Bonham Carter (nata nel 1966), ed il suo bisnipote, Dominic Asquith, ambasciatore britannico in Egitto. Anche un'altra nota attrice britannica, Anna Chancellor (nata nel 1965), è sua discendente, essendo la bis-bisnipote di Herbert Asquith per parte di madre.

## Ascendenza
|                                                    |                  |                 | Genitori            |  |  | Nonni |  |  | Bisnonni        |  |  | Trisnonni    |  |
|                                                    |                  |                 |                     |  |  |       |  |  | William Asquith |  |  | John Asquith |  |
|                                                    |                  |                 |                     |  |  |       |  |  | William Asquith |  |  | John Asquith |  |
|                                                    |                  | Mary Smith      |                     |  |  |       |  |  | William Asquith |  |  |              |  |
| Joseph Asquith                                     |                  |                 |                     |  |  |       |  |  | William Asquith |  |  |              |  |
|                                                    |                  | Hannah Gomersal | John Gomersal       |  |  |       |  |  |                 |  |  |              |  |
|                                                    |                  | Hannah Gomersal | John Gomersal       |  |  |       |  |  |                 |  |  |              |  |
|                                                    |                  | Hannah Gomersal | Mary Fourness       |  |  |       |  |  |                 |  |  |              |  |
| Joseph Dixon Asquith                               |                  | Hannah Gomersal |                     |  |  |       |  |  |                 |  |  |              |  |
|                                                    |                  | Joseph Dixon    | Thomas Dixon        |  |  |       |  |  |                 |  |  |              |  |
|                                                    |                  | Joseph Dixon    | Thomas Dixon        |  |  |       |  |  |                 |  |  |              |  |
|                                                    |                  | Joseph Dixon    | Rebecca Turner      |  |  |       |  |  |                 |  |  |              |  |
| Esther Dixon                                       |                  | Joseph Dixon    |                     |  |  |       |  |  |                 |  |  |              |  |
|                                                    |                  | Sarah Roberts   | …                   |  |  |       |  |  |                 |  |  |              |  |
|                                                    |                  | Sarah Roberts   | …                   |  |  |       |  |  |                 |  |  |              |  |
|                                                    |                  | Sarah Roberts   | …                   |  |  |       |  |  |                 |  |  |              |  |
| Herbert Henry Asquith, I conte di Oxford e Asquith |                  | Sarah Roberts   |                     |  |  |       |  |  |                 |  |  |              |  |
|                                                    | Benjamin Willans | William Willans |                     |  |  |       |  |  |                 |  |  |              |  |
|                                                    | Benjamin Willans | William Willans |                     |  |  |       |  |  |                 |  |  |              |  |
|                                                    | Benjamin Willans | Hannah Midgley  |                     |  |  |       |  |  |                 |  |  |              |  |
| William Willans                                    | Benjamin Willans |                 |                     |  |  |       |  |  |                 |  |  |              |  |
|                                                    |                  | Sarah Haworth   | William Haworth     |  |  |       |  |  |                 |  |  |              |  |
|                                                    |                  | Sarah Haworth   | William Haworth     |  |  |       |  |  |                 |  |  |              |  |
|                                                    |                  | Sarah Haworth   | Betty Stancliffe    |  |  |       |  |  |                 |  |  |              |  |
| Emily Willans                                      |                  | Sarah Haworth   |                     |  |  |       |  |  |                 |  |  |              |  |
|                                                    |                  | John Wrigley    | James Wrigley       |  |  |       |  |  |                 |  |  |              |  |
|                                                    |                  | John Wrigley    | James Wrigley       |  |  |       |  |  |                 |  |  |              |  |
|                                                    |                  | John Wrigley    | Elizabeth Kenworthy |  |  |       |  |  |                 |  |  |              |  |
| Elizabeth Wrigley                                  |                  | John Wrigley    |                     |  |  |       |  |  |                 |  |  |              |  |
|                                                    |                  | Hannah Batley   | John Batley         |  |  |       |  |  |                 |  |  |              |  |
|                                                    |                  | Hannah Batley   | John Batley         |  |  |       |  |  |                 |  |  |              |  |
|                                                    |                  | Hannah Batley   | Ann Woodhead        |  |  |       |  |  |                 |  |  |              |  |
|                                                    |                  | Hannah Batley   |                     |  |  |       |  |  |                 |  |  |              |  |